# أندريا موريتي
أندريا موريتي (بالإيطالية: Andrea Moretti) هو لاعب اتحاد الرغبي إيطالي، ولد في 13 نوفمبر 1972 في مانتوفا في إيطاليا.

## وصلات خارجية
- أندريا موريتي عل موقع إسبنسكروم (الإنجليزية)
- أندريا موريتي على موقع ItsRugby.co.uk (الإنجليزية)
- أندريا موريتي على موقع CONI honoured athlete website (الإيطالية)